# Lac Onangué
Lac Onangué är en sjö i Gabon, i anslutning till floden Ogooué. Den ligger i provinsen Moyen-Ogooué, i den västra delen av landet, 160 km söder om huvudstaden Libreville. Lac Onangué ligger 30 meter över havet. Arean är 168 kvadratkilometer. Den är 32 kilometer lång och 20 kilometer bred.